# Zirjanszkojei járás
A Zirjanszkojei járás (oroszul Зырянский район) Oroszország egyik járása a Tomszki területen. Székhelye Zirjanszkoje.

## Népesség
- 1989-ben 18 549 lakosa volt.
- 2002-ben 16 052 lakosa volt.
- 2010-ben 13 179 lakosa volt.